# Paride Tumburus
Paride Tumburus (Aquilea, Provincia de Udine, Italia, 8 de marzo de 1939-ibídem, 23 de octubre de 2015) fue un futbolista Italiano. Se desempeñaba en la posición de centrocampista.

## Selección nacional
Fue internacional con la selección de fútbol de Italia en 4 ocasiones. Debutó el 2 de junio de 1962, en un encuentro ante la selección de Chile que finalizó con marcador de 2-0 a favor de los chilenos.

### Participaciones en Copas del Mundo
| Mundial                        | Sede  | Resultado    |
| ------------------------------ | ----- | ------------ |
| Copa Mundial de Fútbol de 1962 | Chile | Primera fase |

## Clubes

### Como futbolista
| Club              | País   | Año         |
| ----------------- | ------ | ----------- |
| Bologna F. C.     | Italia | 1959 - 1968 |
| Lanerossi Vicenza | Italia | 1968 - 1970 |
| U. S. Rovereto    | Italia | 1970 - 1971 |

### Como entrenador
| Club             | País   | Año         |
| ---------------- | ------ | ----------- |
| Pordenone Calcio | Italia | 1972 - 1973 |
| Pordenone Calcio | Italia | 1974 - 1975 |

## Palmarés

### Campeonatos nacionales
| Título  | Club          | País   | Año     |
| ------- | ------------- | ------ | ------- |
| Serie A | Bologna F. C. | Italia | 1963-64 |